# Новое Мисто (Черкасская область)
Но́вое Ми́сто (укр. Нове́ Мі́сто) — село в Уманском районе Черкасской области Украины.
Население по переписи 2001 года составляло 3639 человек. Почтовый индекс — 19100. Телефонный код — 4746.

## Местный совет
19100, Черкасская обл., Монастырищенский р-н, г. Монастырище, ул. Соборная, 117

## Галерея
- Улица Киевская
- Дом культуры
- Церковь
- Магазин
- Пруд